# Tür-und-Angel-Gespräch (Pädagogik)
Das Tür-und-Angel-Gespräch bezeichnet in der Pädagogik eine bestimmte Form eines Elterngesprächs. Im Rahmen des Vorgangs der Abholung sind ungewollt auch Kinder Teil dieses Austauschs. Mitunter findet der Ausdruck auch Verwendung für andere kurze Gespräche.

## Einordnung des Begriffs anhand der Phrase „Zwischen Tür und Angel“
Der pädagogische Begriff, um den es geht, leitet sich ab von der Phrase „Zwischen Tür und Angel“, wobei mit Angel die Türangel gemeint ist. Nach einem Wörterbuch von 1793 bedeutete der Ausdruck „Zwischen Tür und Angel sein oder stecken“ noch  „sich zwischen zwei gleich unangenehmen Fällen befinden“. Laut Duden meint „zwischen Tür und Angel“ eine „eilige, nur flüchtig zusammentreffende“ Begebenheit.

## Tür-und-Angel-Gespräch als Typus der Eltern-Pädagogen-Kommunikation
Neben den Elternabenden findet im erzieherischen Alltag ein Großteil der Kontakte des Pädagogen zu den Eltern während der Übergabe ihrer Kinder statt. Insbesondere in Kindertagesstätten, Grundschulen und Einrichtungen der Jugendhilfe ist dieser Typus der Eltern-Pädagogen-Kommunikation der häufigste. Neben den üblichen Höflichkeitsfloskeln und beziehungsförderndem Smalltalk sind dies oft Kurzmitteilungen der Eltern an die Erzieher/Lehrer (wie: „... hatte die Nacht nicht gut geschlafen“ oder in die andere Richtung „morgen bitte Sportsachen mitbringen“). Das Gespräch ist eine gegenseitige Wertschätzung, unterstützt gerade bei neuen Eltern den Kennenlernprozess und schafft Vertrauen zwischen Erziehern und Eltern. Es ist darauf zu achten, dass die Gespräche nicht zu lange dauern und dass es zu keiner Überforderung der Beteiligten kommt.
Der Austausch zwischen der Frühförderung und den Erziehern in Kindertageseinrichtungen ist häufig das Tür- und Angelgespräch, wodurch gegenüber einem intensiveren Gespräch die Frage nach der Qualität und dem Wert der Gespräche zu stellen ist.
Mitunter ergeben sich auch kurze Gespräche, welche von den Eltern, als auch von den Pädagogen gezielt angestrebt werden können. Da diese Gespräche sehr oft zwischen Tür und Angel (die Pädagogen im Raum, die Eltern davor) stattfinden, hat sich dieser Begriff eingebürgert und wird auch für sämtliche Elterngespräche verwendet, die ähnlich zufällig zustande kamen und strukturiert sind.

## Besondere Form der Arbeit des Pädagogen mit den Eltern
Tür-und-Angel-Gespräche werden als niedrigschwellige Form der Elternarbeit angesehen, da diese ohne formale Initiierung zustande kommen und leicht herzustellen sind. In der Regel haben die Eltern jederzeit die Möglichkeit das Gespräch zu beenden. Das Zeitbudget ist meist sehr kurz und kann jederzeit unterbrochen werden. Auch werden Tür-und-Angel-Gespräche oft nicht mit voller Aufmerksamkeit geführt, da nebenher weitere Tätigkeiten ausgeführt werden müssen (z. B. Ausübung der Aufsichtspflicht). Meist bleibt ein Tür-und-Angel-Gespräch unprotokolliert. Tür-und-Angel-Gespräche eignen sich deshalb nicht für tiefgreifende Erörterungen von Problemen.